# 都市伝説の女
『都市伝説の女』（としでんせつのおんな）は、テレビ朝日系「金曜ナイトドラマ」枠（金曜 23時15分 - 翌0時15分）で放送された日本の刑事ドラマシリーズ。主演は長澤まさみ。
Part1は、2012年4月13日から6月8日まで放送。
Part2は、2013年10月11日から11月22日まで放送。

## 概要
都市伝説を信じてやまない都市伝説オタクの美人女刑事・音無月子が、彼女に一目惚れした几帳面すぎる鑑識・勝浦を従えて、突飛な推理と珍妙な捜査で数々の難事件を解決していく1話完結型のコメディー・ミステリー。
主演は今作がテレビ朝日の連続ドラマ初出演となる長澤まさみ。地上波での主演は2009年4月期にTBS系で放送された『日曜劇場・ぼくの妹』以来となる。
キャッチコピーは「ワタシ、都市伝説を証明するために“刑事”になりました。」

## 登場人物
登場人物の多く（ゲスト等での単発出演となった役柄を含む）は、JRAの騎手や調教師、馬主の名前をもじったネーミングがされている。これは、大の競馬ファンである後藤法子が提案した。

### 主要人物
音無月子（おとなし つきこ）〈25 → 26〉
演 - 長澤まさみ（幼少期：篠川桃音）
経歴：警視庁捜査一課第七係丹内班（Part1）
→ 警視庁非科学事件捜査班（Part2）
警視庁捜査一課丹内班の新人刑事。階級は巡査。
警視庁代々木警察署から異動する。マイペースな性格の上に、筋金入りの都市伝説オタクで幅広い知識を持つ。都市伝説の中には本物の史実を示す事実があり、色々な事件に都市伝説が関わっているという考えから、表に現れていない不可思議な出来事を証明するため刑事を志望したと話す。主に都市伝説の真贋を証明することに重きを置いた捜査をしている。都市伝説にまつわる事件に直面すると「来た」という口癖を言う。自他共に認める周りの目を惹く美貌の持ち主で、「利用できるものは利用する」と割り切って自らの美貌を武器にする。電話やメールの着信を事前に察知できる能力がある。自身も5歳の頃に天狗に誘拐され、3日間神隠しに遭った経験があるという。FBIとの人事交流のため、渡米する。
Part2ではFBIから戻り、「非科学事件捜査班（Unscientific incident investigation unit（略称：UIU）」を、警視総監に昇任した武にせがんで設立してもらう。CIAからの要請で、中国の桂林で「かぐや姫」のミイラの調査をしている。
音無姓の競馬関係者には調教師の音無秀孝がいる。
勝浦洋人（かつうら ひろと）〈24 → 25〉
演 - 溝端淳平
警視庁鑑識課。
初対面時より月子に一目惚れしアプローチするが、気にも留めてもらえず、月子の捜査に利用される。「散らかっている」「順番が乱れている」などといった状態が気になって仕方がなく、事件現場であっても勝手に整頓してしまうほど几帳面な性格の持ち主。また、整頓する前の状態を完璧に覚えられるほどの記憶力を持つ。
Part2では月子のためならUIUへの協力を惜しまない。
勝浦姓の競馬関係者には騎手の勝浦正樹がいる。

### 警視庁

#### 非科学事件捜査班 (UIU)
柴山俊也（しばやま としや）〈33 → 34〉
演 - 平山浩行
経歴：警視庁捜査一課第七係丹内班（Part1）
→ 警視庁非科学事件捜査班（Part2）
警視庁捜査一課第七係丹内班刑事。
丹内に従順で心酔している。彼が最も嫌っている怪奇現象である座敷童子が見えてしまった事があった(第7話)。学生時代は山岳部に所属していた。
Part2でも未だに丹内班の一員として勤務する。
柴山姓の競馬関係者には騎手の柴山雄一がいる。
浜中彩乃（はまなか あやの）〈23〉
演 - 高月彩良（Part2）
UIUに配属された新人刑事。
パソコン関係に強く、ハッキング、パスワードロック解除、データ復元は得意。デジタル機器を駆使した捜査で、月子をサポートする。
浜中姓の競馬関係者には騎手の浜中俊がいる。
丹内市生（たんない いちお）〈52 → 53〉
演 - 竹中直人
経歴：警視庁捜査一課第七係丹内班（Part1）
→ 警視庁非科学事件捜査班（Part2）
部下が3名しかいない警視庁捜査一課第七係丹内班主任。
「鬼の丹内」と言われている昔気質の刑事。学生時代は歴史研究部に所属していた。月子の言動には終始青筋を立て怒っている。
Part2では設立された新部署「非科学事件捜査班（略称：UIU）」の名ばかり班長に就任する。
丹内姓の競馬関係者には騎手の丹内祐次がいる。

#### 捜査一課 丹内班
岩田洋子〈36〉
演 - 安藤玉恵（Part1）
警視庁捜査一課第七係丹内班刑事。
岩田姓の競馬関係者には騎手の岩田康誠がいる。
安藤満〈28〉
演 - 良知真次（Part1）
警視庁捜査一課第七係丹内班刑事。
安藤姓の競馬関係者には騎手の安藤勝己や安藤光彰、光彰の長男安藤洋一がいる。

#### 捜査一課 郷原班
渡辺正康〈29〉
演 - 菅原卓磨（Part1）
警視庁捜査一課郷原班刑事。
渡辺姓の競馬関係者には調教師の渡辺薫彦がいる。
郷原祐一（ごうはら ゆういち）〈40 → 41〉
演 - 宅間孝行
警視庁捜査一課郷原班主任。
自身の手腕に自信を持っているため、丹内のことはあからさまに見下しており、小さい事件を押し付ける。その反面、月子には甘い顔を見せる。
郷原姓の競馬関係者には調教師の郷原洋行やその長男郷原洋司が、名前が「祐一」の競馬関係者には騎手の福永祐一がいる。

#### 鑑識課
秋山信二〈39〉
演 - 辻修（Part1）
警視庁鑑識課。勝浦の上司。
秋山姓の競馬関係者には騎手の秋山真一郎がいる。
高田潤子（たかだ じゅんこ）〈40〉
演 - 大久保佳代子（Part2）
警視庁鑑識課員。勝浦の新しい上司。
月子や交通課の2人に対してライバル心を燃やし暴言を吐く。
高田姓の競馬関係者には騎手の高田潤が、名前が「潤子」の競馬関係者には元騎手の細江純子がいる。

#### 交通課
細江真由〈26〉 / 板倉由希美〈26〉
演 - 小林優美（Part1） / 篠原真衣（Part1）
警視庁交通課の婦警。
勝浦に気があり、彼を連れ回す月子を快く思っていない。
細江姓の競馬関係者には先述の細江純子が、板倉姓の競馬関係者には元騎手の板倉範明や板倉真由子がいる。
田村由貴（たむら ゆき） / 牧原里奈（まきはら りな）
演 - 小泉麻耶（Part2） / 風間亜季（Part2）
警視庁交通課の女性警察官。
月子への嫉妬と勝浦への気持ちのため、月子に対して冷たい態度をとってしまう。勝浦を事あるごとに食事へ誘うが、そのたびに高田に邪魔される。
田村姓の競馬関係者には元騎手の田村正光や田村直也らが、牧原姓の競馬関係者には元騎手の増沢（旧姓・牧原）由貴子がいる。

#### 幹部
武重治（たけ しげはる）〈57 → 58〉
演 - 伊武雅刀
経歴：警視庁副総監（Part1）
→ 警視総監（Part2）
警視庁副総監。
月子とは互いに「月子ちゃん」「武ちゃん」と呼び合う仲で、月子に魅了されている。
Part2では警視総監に就任。一時帰国した月子のために全国規模を対象にした都市伝説が絡んだ事件の謎を解く新部署「非科学事件捜査班（略称：UIU）」を設立する。
武姓の競馬関係者には武邦彦や武豊、武幸四郎がいる。

### その他
音無都子（おとなし みやこ）〈19 → 20〉
演 - 秋月成美
月子の妹。大学生。
マンションに月子と二人で暮らしている。都市伝説には懐疑的だが、都市伝説好きの姉の対応には慣れている。
小栗龍太郎〈75〉
演 - 宇津井健（特別出演 / Part1）
正体不明の紳士的な老人。
都市伝説に関係する事件が起きると月子の前に現れる。
小栗姓の競馬関係者には、オグリキャップなどを馬主として所有した小栗孝一がいる。
加賀春樹
声 - オダギリジョー（Part1最終話・Part2最終話）
月子の元彼。
都市伝説のことなら何でも知っている。月子と携帯電話のメールで何度かやり取りしているが、素性は謎に包まれている。
Part2ではアメリカに渡ってから行方不明になっていたが、彼のメールが月子の携帯電話に届く。中国の桂林で調査している月子の携帯電話にアポロ計画に関する意味深な連絡をしてきた。
加賀姓の競馬関係者には元調教師の加賀武見がいる。

### ゲスト

#### Part1（2012年）

##### 第1話「転落死…将門首塚の祟り!?」
関口千穂
演 - 内山理名
「ハギノ電工」営業部社員。
亮一の婚約者でもあるが、以前は藤沢と交際していた。
萩野亮一
演 - 柏原収史
「ハギノ電工」営業部部長。会長の孫。
藤沢昌史
演 - 斉藤陽一郎
「ハギノ電工」の社員。
反骨心のある人物で、以前は本社にいたが上司に楯突いたために左遷された。
吉田和義
演 - 大河内浩
「ハギノ電工」営業部課長。
生前の藤沢とは衝突が絶えなかった。
萩野庄太郎
演 - 諏訪太朗
「ハギノ電工」専務。
萩野作次郎
演 - 阿部六郎
「ハギノ電工」会長。

##### 第2話「女資産家殺人! 400年呪われたダイヤ」
臼井里美
演 - MEGUMI
黒岩家使用人。
幼少時代極貧生活を送っていた。黒岩家で働いてると卑屈に感じると話す。
黒岩功
演 - 市川知宏
黒岩家三男。
大学で西洋史を専攻する。母親に寵愛されている。
黒岩大
演 - 池田鉄洋
黒岩家長男。黒岩地所取締役。
事件当日は酔っていたので記憶に無いと話す。
黒岩成
演 - 裴ジョンミョン
黒岩家次男。
ニート。都市伝説マニア。日頃から部屋にこもっているので身体が弱って来ている。
増沢重三
演 - 野添義弘
福子の弟。
ホープダイヤモンドを持ち帰る際、足をつまづき、ダイヤの針が目に刺さり片目を失明したことから、ダイヤを姉に譲り渡す。
黒岩福子
演 - 田根楽子
黒岩家当主、黒岩地所社長。世田谷の大名屋敷に住む資産家。
日本人形をコレクションしている。
佐々木松江
演 - 山村紅葉
黒岩家使用人。
当主が里美を特別扱いするのが許せず厳しく当たる。

##### 第3話「消えた花嫁…同じ顔の人に会うと死ぬ!?」
鮫島美紀
演 - 釈由美子
花嫁の美容師。
丸山との結婚式当日になって、式場から忽然と姿を消す。失踪前は自分と同じ顔の女性の存在に付きまとわれ、情緒不安定な状態にあった。
牧原瞳
演 - 釈由美子（二役）
派遣事務員。料理教室に通うお淑やかな女性。
丸山圭介
演 - 金子貴俊
花婿の公務員。
美紀が自分の意思で逃げたと思い込み、気落ちしている。
西浦幸恵
演 - 黒坂真美
美紀の同僚の美容師。
美紀を友達として慕っていたが、丸山によるとライバルとして美紀に嫉妬されていたという。

##### 第4話「高尾山の伝説!! 禁断の愛で死んだ教師」
大久保千明
演 - 荻野目慶子
光弘の妻。
女子高生絞殺事件を境に光弘と別居していた。
国枝照夫
演 - デビット伊東
高校教師。光弘の友人。
光弘が失踪する前に息子・順の様子を見て欲しいと頼まれていた。
大久保光弘
演 - 三上市朗
元高校教師。
3年前に起きた女子高生絞殺事件の重要参考人。3ヶ月前に突然、失踪する。
大久保順
演 - 平松來馬
光弘・千明の息子。
父親が失踪してから早く会いたいと母親に訴えていた。
戸山理紗
演 - 新川優愛
光弘の教え子、梢の親友。大学生。
佐々木梢
演 - 岡本紗里
光弘の教え子。
3年前、ラブホテルで絞殺遺体として発見される。

##### 第5話「国会の伝説…ミニスカ議員は殺人犯!?」
大楠桜
演 - 山口紗弥加
参議院議員。
実の母親を知らずに育ち、養母と折り合いが悪く、学生時代は荒れていた。キャバクラ時代を経て、夜間大学で必死に勉強し、市議会議員から国会議員に当選する。
華岡秋代
演 - 銀粉蝶
衆議院議員。子ども子育て新システムを推進している女性大臣。
代々華岡家は政治家を輩出する名門の家柄である。事件当日、首相官邸で来賓者に琴を披露していた。
野元公平
演 - 小野了
大楠の第一秘書。党が派遣している公設秘書。
大楠のミニスカ姿に嫌悪感を抱いていた。
本間昌弘
演 - 島津健太郎
毎報新聞政治部記者。
開かずの間である国会議事堂中央棟内部8Fホールで刺殺遺体として発見される。終戦直後に作られたリボンを強く握り締めていた。
池添幹夫
演 - 品川徹
華岡の第一秘書。
長年政治家秘書を務め、国会議事堂の歴史に精通している。

##### 第6話「東京タワー&スカイツリーの伝説! テレビ局殺人」
須貝佐代子
演 - 遠藤久美子
修一の妻。
様々な女性問題が原因で夫に離婚を迫るが全く同意してもらえず、口論に発展する。
須貝博幸
演 - 長谷川朝晴
修一の弟。japan tv報道部局員。
日曜ドキュメンタリー番組「真実は1つだ!」を制作し、2008年から4年連続で報道スクープ大賞を受賞している。
津村香
演 - 遊井亮子
japan tv局アナウンサー。
「真実は1つだ!」メインキャスター。修一と過去に交際していた。
太宰みゆき
演 - 松岡璃奈子
情報番組派遣AD。
修一とは不倫関係の間柄だった。
木村カエラ（本人）
japan tv局内で偶然、音無と出会う。
板東英二（本人 / 写真）
「板東に褒められるとタレントが売れる」どこから発信されたのか不思議な都市伝説が存在する。
ソラカラちゃん（本人 / 声：渡部優衣）
東京スカイツリー公式キャラクター。
「そらから これから いってみるから!」が口癖。
須貝修一
演 - 神保悟志
japan tvバラエティ制作部から送信技術部に異動する局員。
東京スカイツリーへの試験電波発射中、東京タワーの明かりが消灯するのと同時刻に死亡する。

##### 第7話「座敷わらしは見た!? 離婚夫婦の密室殺人」
石橋文江
演 - 佐々木すみ江
学の母親。
岩手で語り継がれている座敷童子を信じ、家内に神棚を作り大事に祀ってきた。
石橋祥子
演 - 筒井真理子
花屋「FLORIST」を営み、女手一つで懸命に家族を養っている。
ある日、自宅に強盗が押し入り、頭部を殴られ意識不明の重傷を負わされる。
石橋凛
演 - 未来穂香
学・祥子の娘。
愛人と駆け落ちした父親を未だに許すことが出来ず、憎しみを持っている。
藤田美夏
演 - 相楽樹
凛の親友。
通学路で知り合った男にストーカーされ、命の危険を感じている。
座敷わらし
演 - 岡部珠奈
幼い頃に他界した文江の妹に容姿が似ている。
三浦成一
演 - 尾形直哉
ゲームセンターアルバイト店員。美夏をストーキングする男。
石橋学
演 - ルー大柴
愛人と駆け落ちし、家族を捨てる。
原敬（写真）
第19代内閣総理大臣。
座敷童子が出る宿「緑風荘」に宿泊した後、総理大臣に任命されたという噂が存在する。

##### 第8話「満月の夜は事件が!! 占い師連続殺人」
合田千尋
演 - 西原亜希
占い師。
幼い頃、両親が富士の樹海で自殺し祖母に育てられる。魔法陣で占っているとき、何者かに襲われる。
戸崎稔
演 - 小松和重
占い師被害者の会副会長。千尋が占いの館を営業しているビルのオーナー。
的場富男
演 - おかやまはじめ
占い師被害者の会会長。タクシー運転手。
阿部有（ゆう） / 大川頂（いただき） / 井崎天（てん）
演 - 柴崎蛾王 / 真下有紀 / 鶴田東
千尋の師匠。占い師連続殺人事件の被害者。
3月8日、4月7日、5月6日、それぞれ満月の夜に殺害される。
的場良子
演 - 正木佐和
富男の妻。3人の占い師有頂天の被害者。
自主的に占いを依頼したと判断されたため、詐欺事件として立証は難しい状況にある。

##### 最終話「さよなら月子…徳川埋蔵金殺人!!」
成田涼一
演 - 葛山信吾
NRTソリューションズ社長。
新堀とインターネットで知り合い、徳川埋蔵金を探し当てようと、週末を利用し活動していた。
ハンドルネーム「つる1974」。会社を新しく立ち上げ、豪邸を新築する。
目白悦子
演 - 山田まりや
信用金庫職員。
徳川埋蔵金のインターネット掲示板で新堀、成田と出会う。
ハンドールネーム「かごめ1984」。羽振りが良くなり、宝飾店で高価なアクセサリーを購入していた。
新堀三郎
演 - ノゾエ征爾
会社員。ハンドルネーム「亀1977」。
上野東照宮近くの公園内で撲殺遺体として発見され、絶命する間際に「つるか」というダイイング・メッセージを書き残していた。
遺留品の中には日光山、赤城山に赤い印を入れた地図があった。
小栗上野介忠順（写真）
江戸時代末期の勘定奉行。
徳川幕府を再興するため、多額の貴金属を何処かに隠したとされる説がある。

#### Part2（2013年）

##### 第1話「富士山の都市伝説が死を呼ぶ!?」
大久保恭子
演 - 須藤理彩（10歳：永島のん）
修二の婚約者。あすなろ本栖保育園勤務。
安田隆
演 - 窪塚俊介（少年期：阿久津秀寿）
富士本栖町役場職員。
25年前、小学生時代に本栖湖で親友の修二と一緒にモッシーを目撃する。
中野修二
演 - 瀬川亮（少年期：佐野代吉）
未確認生物研究家。
富士山湖岸で撲殺遺体として発見され、顔は富士山側を向き、手には古代文字が書かれていた。
大西健人
演 - 三浦アキフミ
百夜書房編集者。恭子の弟。
富士山の都市伝説に関連した中野の著書を出版する予定だった。
大宮富子
演 - 笠木泉
恭子の母親。竜神船船長。
地元の刑事1
演 - 大久保運
富士本栖警察署刑事。
地元の刑事2
演 - 金子祐史
富士本栖警察署刑事。

##### 第2話「UFO殺人事件 宇宙人に誘拐された夫婦!?」
岩崎沙知〈28〉
演 - 酒井美紀
夫・裕二と六甲山で流星群を見ている際に意識が消失し、気が付いたときには乗っていた車ごと羽田空港近くの路上に移動していた。
岩崎裕二〈31〉
演 - 金子賢
沙知の夫。
意識が混濁しているなかで宇宙人らしき姿とバナナマークを目撃したと月子に話す。
堀龍太郎〈40〉
演 - 近江谷太朗
美加子の夫。カフェ経営者。
堀美加子〈28〉
演 - 長澤奈央
沙知は中高一貫女子高からの親友。資産家の令嬢。
岩崎夫婦が同乗していた車の後部座席から刺殺遺体として発見される。
城戸祐作
演 - 高木万平
美加子の浮気相手。ジムインストラクター。
彼女から夫がいることを打ち明けられたときに激情し、咄嗟に頬を殴ってしまう。

##### 第3話「13日の金曜日! キャンプ場の連続殺人!?」
成田公彦
演 - 袴田吉彦
リンコの担当マネージャー。
医科大学出身者で、医薬品や医療行為などについて詳しい知識を持っている。
山内リンコ
演 - 箕輪はるか
キャラクターマスクをつけているバラエティアイドル。父は警視総監と繋がりがある国会議員。
清水政文〈29〉
演 - 小島よしお
バラエティ番組制作部ディレクター。
アメリカキャンプ村のロッジ13番の室内で上半身が裸の状態で撲殺遺体として発見される。「ASHIBE I」というダイイング・メッセージを残す。
原口キタロー
演 - 田中聡元
お笑い芸人で清水たちが制作する番組出演者。
芦部一平
演 - 夙川アトム
バラエティ番組制作部AD。
ダイイング・メッセージだけで郷原に犯人だと強引に断定される。
吉永広樹
演 - 尾崎右宗
バラエティ番組制作部プロデューサー。
清水と口論していたところを目撃されていたため、丹内に真犯人ではないかと疑われる。「清水を殺害した」と自供した遺書をのこした後、大量の睡眠薬を服用して自殺する。
山内孝三
演 - 池浪玄八
リンコの父親。自由日本党所属の参議院議員。
フリッグ
演 - 仙頭美和子
キリスト教によって追いやられた魔女。

##### 第4話「三億円事件の伝説 意外な真犯人!」
羽鳥花枝
演 - 市川由衣
両親の知り合いでもある陽三郎が病気で他界するまで、奥田邸に居候し身の回りの世話をしていた。
祖母の影響でギャンブルを好む。
奥田芽衣子
演 - 瀬奈じゅん（幼少期：栗本有規）
奥田家長女。古銭屋経営者。
3姉妹ともに花枝の存在を快く思っておらず、父が起こした事業を姉妹が分担して引き継ぐ。父は多数の女性と関係を持ち、姉妹はそれぞれに母親が違う。
奥田緑
演 - 江本純子
奥田家次女。バイク店経営者。
奥田若葉
演 - 信川清順
奥田家三女。洋菓子店経営者。
藤原満
演 - 渡邉紘平
矢島法律事務所所属の弁護士。
矢島直樹
演 - 遠藤たつお
奥田家の顧問弁護士。
府中刑務所近くの三億円事件が発生した同じ場所で何者かに腹部を刺殺され、現金964万1605円の入ったバックを盗まれる。死亡時、手には旧500円紙幣を握り締めていた。
奥田陽三郎
演 - 太田裕（青年期：大山竜一）
資産家。
死亡した弁護士の矢島に資産管理を任せていた。三億円事件が発生した当時は車輌窃盗団の一員で事件翌年の昭和44年に事業を起こす。

##### 第5話「トイレの花子さんの呪い!? アイドル学園殺人」
戸島優奈
演 - 安達祐実
夕焼女子学園芸能コースの教師で被害者・実希の担任。
加賀美ユイ
演 - 清水富美加
夕焼女子学園芸能コース3年生。愛称：ユイちゃん。「週末スターマイン」のリーダー。
実希とは犬猿の仲で共にライバル関係。彼女が殺害された同場所で首を絞められ、首つり自殺に偽装されるが、未遂に終わる。
長谷川実希
演 - 上間美緒
ユイの同級生。「六本木55」のメンバーでエース的存在。
夕焼祭で披露する特別ユニット「ゆうやけ組」のリハーサル前に姿を消し、3Fの女子トイレの3番目の個室内で胸部に裁ちばさみが刺さった状態で遺体として発見される。
お父ちゅん
演 - 与座よしあき
女装して校内に侵入し、制服等を盗み、盗撮カメラを仕掛けたアイドルオタクの男。
渡辺亮介
演 - 山口大地
夕焼女子学園芸能コースの教師で被害者・実希の副担任。
ユイからロリコン教師と呼ばれ、馬鹿にされている。
野田花世子〈没15〉
演 - 小野花梨
夕焼女子学園中等部生徒。元人気子役。
野田花菜子
演 - 小野花梨（二役）
亡くなった花世子とは双子の姉妹。
代表作は姉妹で出演したテレビドラマ『双子の名探偵』。夜、音楽室でピアノを弾いていた。
高橋いのり
演 - 松田梨紗子
ユイの同級生。愛称：いのりん。「emu's」のメンバー。
梅田まりえ
演 - 鈴木米香
ユイの同級生。愛称：うめまり。「S☆weet」のメンバー。
清水玲子
演 - 那奈
ユイの同級生。愛称：レーレ。「AI-STYLE」のメンバー。
トイレの花子さん
演 - 新堂結菜

##### 第6話「アンドロイドが殺人犯!? ロボットを愛した男の秘密」
中迫初美
演 - 浅見れいな
貝原の助手。
貝原を好きになってしまい、そのことを理由に彼から退職勧告を受けていた。
瓜生一郎
演 - 大鶴義丹
科学ジャーナリスト。貝原とは大学のガンダムサークル時代からの友人。
貝原が進める人造人間の研究には懐疑的で、将来ガンダムのようなロボットは作れないと思っている。
貝原康介
演 - 矢柴俊博
敷島工科大学ロボット工学博士でガンダムマニア。
パソコンのキーボードを打っている状態のまま浴槽内で感電死した後、遺体として発見される。しかし、パソコンや周辺機器などは漏電しないようにカスタマイズされ、安全対策が施されていた。
自室のホワイトボードには「ハカセヲコロシタ」などの文字が書かれてあり、死ぬ間際に打ち込んだメールには「これより先の領域に触れてはならない」といった、ニコライ・ボリコフの遺書と同様の最後の言葉が残されていた。
井本廣幸
演 - 山本浩司
美土里の弟で研究費用として貝原に3000万円を貸していた。
貝原とはガンダム詣の仲間でもある。
貝原美土里
演 - 伊藤久美子
貝原の妻。
夫と大学のガンダムサークルで知り合い結婚、5年前に病気で死亡する。貝原は妻の性格や容姿が似ている人造人間を作ろうと研究していた。
森葉子
演 - 本人（テレビ朝日アナウンサー）
報道ニュースアナウンサー。
富永亮
北海道在住の会社員。
貝原が死亡した1時間後に彼と同じように浴室内で感電死する。
大場健一郎
鹿児島在住の会社員。
貝原や富永と同等の死因で、富永の感電死から30分後に死亡。富永と大場の両名とも、遺体が発見される前に犯人から犯行声明が届いていた。

##### 最終話「吸血鬼の伝説 美人女優は二度死ぬ」
大河内秀樹
演 - 髙嶋政宏
ロマンティックミュージカル「ドラキュラ」主演俳優。ミュージカル男優。
女性関係には甘く、複数の共演女優に手をだし、死亡したりえとも交際関係にあったが別れ話で揉めていた。
春川諒子
演 - 小沢真珠
急遽、彩名りえの代役に抜擢される。
実は「りえの台本を読んでおくとよい」という不審な電話を受けていた。
篠原真央
演 - 東風万智子
「ドラキュラ」ヘアメイク担当。殺害された女優・彩名りえの第1発見者。
彩名りえ
演 - 大谷英子
「ドラキュラ」ヒロイン女優。ミュージカル女優。
頸動脈にドラキュラの歯形が付いた状態で死亡していたが、遺体周辺には血痕などは発見されなかった。その後死体安置所から遺体が消え、諒子の楽屋に現れる。
永井章夫
演 - 岡部たかし
「ドラキュラ」プロデューサー。
川口幸雄
演 - 佐藤祐一
「ドラキュラ」舞台監督。
吉村良一
演 - 河野直樹
大河内担当のマネージャー。

## 都市伝説
各話の主軸になった都市伝説を紹介。

### Part1（都市伝説）
第1話
平将門の首塚の呪いを主軸に物語が展開していく。
第2話
ホープダイヤモンドの呪い、合わせ鏡の怪談を主軸に物語が展開していく。
増沢の前に所有していた商人は一家心中と本当の“呪いのダイヤ”であった。
第3話
ドッペルゲンガーが題材。鮫島美紀が持っていた写真には美紀でも牧原瞳でもない人物が映りこんでいた。
第4話
高尾山の天狗伝説が題材。
第5話
国会議事堂の中央塔8Fのホールに現れる女の霊が題材。
かつてこのホールは国会の職員がダンスの練習場として利用していた。しかし出逢った男と恋に破れてホールから身投げしたという伝説。
第6話
思いあう二人が一緒に東京タワーの照明が消える瞬間を見るとその二人は永遠に幸せでいられるという都市伝説。
第7話
座敷童子が今回の謎を解く鍵となる。
第8話
狼男が題材になっている。
最終話
徳川埋蔵金を見つけるためのキーワードとして童謡「かごめかごめ」が作詞作曲されたと言われている。

### Part2（都市伝説）
第1話「富士山編」
本栖湖のモッシーや富士の樹海の謎等の富士山に関する伝説がストーリーの主軸になっている。
第2話「UFO編」
神戸や羽田空港付近でUFOの目撃情報が多いことやヒル夫妻誘拐事件に関する都市伝説が事件に関わっている。
第3話「13日の金曜日編」
13日の金曜日の起源となった北欧神話に登場する魔女フリッグ、ロキ、バルドルなどが事件に関わっている。
第4話「三億円事件編」
1968年12月10日に東京都府中市で発生した三億円事件を主軸に物語が展開していく。
第5話「トイレの花子さん編」
トイレの花子さんは1950年頃から学校などで噂されている都市伝説。
第6話「ロボット編」
ニコライ・ボリコフの都市伝説、メアリー・シェリー著書『フランケンシュタイン、あるいは現代のプロメテウス』、人造人間、機動戦士ガンダムなどが劇中の主軸として登場する。
最終話「ドラキュラ編」
ドラキュラのモデルとなったルーマニアの公爵・ヴラド3世、ブラム・ストーカー著書『ドラキュラ』などを題材に物語が展開されていく。

## スタッフ
- 脚本 - 後藤法子、倉持裕（Part2）、渡辺雄介（Part2）、奥山雄太（Part2）、福田雄一（Part2）
- 音楽 - 池頼広
- Part1
  - 主題歌 - 木村カエラ「マミレル」[30]（日本コロムビア）
  - オープニングテーマ - m-flo「Don't Stop Me Now」[31]（rhythm zone）
- Part2
  - 主題歌 - Perfume「Sweet Refrain」[32]（ユニバーサルJ）
  - オープニングテーマ - LUNA SEA「乱」[33]（ユニバーサルJ）
- 監督補 - 吉原通克（Part1） / 府川亮介（Part2）
- タイトルバック - 奥田圭一、相川はじめ
- サウンドデザイン - 近藤隆史
- 科学捜査監修 - 山崎昭（法科学鑑定研究所）
- アクションコーディネーター - 大道寺俊典
- AP - 峰島あゆみ、佐藤利佳（Part1） / 古草昌実、木曽貴美子（Part2）
- プロデューサー - 横地郁英、遠田孝一、八巻薫（Part1） / 浅井千端（Part2）
- 監督 - 星野和成、塚本連平、秋山純、小松隆志（Part2）
- 制作 - テレビ朝日、MMJ

## エピソードリスト

### Part1
- 2012年4月13日 - 6月8日、全9話。

| 話数   | エピソードタイトル ラテ欄                                                                         | 初回放送日    | 演出     | 視聴率 |
| ------ | ------------------------------------------------------------------------------------------------- | ------------- | -------- | ------ |
| 第1話  | 転落死…将門首塚の祟り!? 人気パワースポット 首塚の祟り!? 玉の輿で死んだ女                          | 2012年4月13日 | 星野和成 | 10.3%  |
|        |                                                                                                   |               |          |        |
| 第2話  | 女資産家殺人! 400年呪われたダイヤ 実在!! 400年呪われたダイヤ…!? 結婚サギ殺人の謎                  | 2012年4月20日 | 塚本連平 | 9.2%   |
|        |                                                                                                   |               |          |        |
| 第3話  | 消えた花嫁…同じ顔の人に会うと死ぬ!? 衝撃の伝説! 自分と同じ顔の人に会うと…死ぬ!? 花嫁が失踪!!      | 2012年4月27日 | 星野和成 | 10.0%  |
|        |                                                                                                   |               |          |        |
| 第4話  | 高尾山の伝説!! 禁断の愛で死んだ教師 高尾山…パワースポットの伝説!! 禁断の愛で死んだ高校教師!?      | 2012年5月04日 | 秋山純   | 9.7%   |
|        |                                                                                                   |               |          |        |
| 第5話  | 国会の伝説…ミニスカ議員は殺人犯!? ミニスカ議員がおじ様を殺してしまった!! 極秘!? 国会に潜む霊      | 2012年5月11日 | 塚本連平 | 8.6%   |
|        |                                                                                                   |               |          |        |
| 第6話  | 東京タワー&スカイツリーの伝説! テレビ局殺人 衝撃! スカイツリーと東京タワーの伝説!! 女3人…TV局殺人 | 2012年5月18日 | 星野和成 | 9.5%   |
|        |                                                                                                   |               |          |        |
| 第7話  | 座敷わらしは見た!? 離婚夫婦の密室殺人 幸運が訪れる伝説!! 座敷わらしは見た…!? 離婚夫婦の密室殺人   | 2012年5月25日 | 秋山純   | 8.2%   |
|        |                                                                                                   |               |          |        |
| 第8話  | 満月の夜は事件が!! 占い師連続殺人 満月の夜は事件が起きる!! 美人占い師が…殺人予言                  | 2012年6月01日 | 塚本連平 | 10.5%  |
|        |                                                                                                   |               |          |        |
| 最終話 | さよなら月子…徳川埋蔵金殺人!! さよなら美人刑事!! 最終回…徳川埋蔵金で死す!?                        | 2012年6月08日 | 秋山純   | 11.6%  |
|        |                                                                                                   |               |          |        |

- 平均視聴率 9.7%[35]（視聴率はビデオリサーチ調べ、関東地区・世帯）

### Part2
- 2013年10月11日 - 11月22日、全7話。

| 話数 | エピソードタイトル ラテ欄                                                                         | 初回放送日     | 脚本     | 演出     | 視聴率 |
| --- | ------------------------------------------------------------------------------------------------- | -------------- | -------- | -------- | ------ |
| 第1話 | 富士山の都市伝説が死を呼ぶ!? 富士山の伝説!? No.1パワースポット殺人!? 樹海の女                     | 2013年10月11日 | 後藤法子 | 塚本連平 | 8.4%   |
| 未確認生物研究家の中野は翌日のシンポジウムで「重大な事実」を発表すると語っていたが、本栖湖畔で死体として発見される。25年前、小学生時代の同級生で親友の安田隆と学校帰りに湖に立ち寄り、モッシーを目撃する。それが未確認生物研究を始めるきっかけとなったのだ。また中野には同じく同級生の大久保恭子という婚約者がいた。恭子はその当時学校を休みがちだったことを月子が突き止める。そこで月子はこの殺人事件が25年前のモッシー目撃と関係があると考え、勝浦と樹海の洞窟を調査しに行き、事件の証拠を発見する。 |                                                                                                   |                |          |          |        |
| 第2話 | UFO殺人事件 宇宙人に誘拐された夫婦!? UFOは実在!? 東京〜神戸500㌔、死体が飛んだ!?                  | 2013年10月18日 | 後藤法子 | 秋山純   | 7.7%   |
| 岩崎夫婦は自家用車内で流星群を見ていると、急に意識を失った。翌朝、気づくとそこは六甲山から遠く離れた羽田空港近くの路上で、車内には美加子の刺殺死体があった。前夜、美加子は岩崎夫妻と流星群を見に行くと出かけていた。龍太郎は美加子と岩崎裕二が以前から不倫関係にあったのではないかと証言する。この話を聞いた裕二は沙知が美加子に恨みを持っていたと言い、沙知は前夜の話ぶりから裕二が関係を清算するために殺したのではないかと言い出す。月子は発見現場の羽田空港に謎を解く鍵があると考え、勝浦と張り込みを続けていると、夫婦が意識を失う前に目撃したという「物体」を見つける。 |                                                                                                   |                |          |          |        |
| 第3話 | 13日の金曜日! キャンプ場の連続殺人!? 13日の金曜日は事件が!? 温泉の連続殺人…仮面の女               | 2013年10月25日 | 福田雄一 | 塚本連平 | 7.4%   |
| UIUのメンバーたちは13日の金曜日にキャンプ場へ出かけた。しかし彼らの乗る車が故障してしまう。車を押して目的地のキャンプ場にたどり着くと、そこに一課の郷原たちがやってくる。番組の収録中にTVディレクターの清水が何者かによって撲殺されたのだ。月子は当初から車が故障したり、ロッジ13で殺人があったことや、その場に13人がいたこともあり、「13日の金曜日の魔女の仕業」と思い込んでいた。だが、その証拠は見つからない。すると事件解明のさなか、第二の殺人事件が起こる。丹内たちはリンコの姿を見ていないを不審に思い、リンコの身の危険を危惧して安否を確認する。その時月子はある匂いに気付いて、再度遺体の検視を依頼する。すると遺体には注射の跡があり、毒殺によるものであることが明らかになる。 |                                                                                                   |                |          |          |        |
| 第4話 | 三億円事件の伝説 意外な真犯人! 3億円事件の伝説!! 真犯人は死んだあとで30億を!?                     | 2013年11月01日 | 倉持裕   | 星野和成 | 7.5%   |
| 東京・府中刑務所裏の学園通りで、弁護士の矢島直樹が刺殺死体で発見された。矢島が所持していた現金が持ち去られており、その手には今ではほとんど目にすることのない五百円紙幣が握られていた。月子は死体が発見された場所や古い紙幣が見つかったことから、この事件が今から45年前の同じ場所で発生した3億円事件と関連があると推理する。弁護士を調べていくと、ある資産家とその遺産問題を抱えた三姉妹、さらにそこに同居する一人の女の存在が明らかになる。月子は三姉妹の3億円事件に結びつくような証言から、証拠を求めて奔走する。するとある人物にたどり着く。 |                                                                                                   |                |          |          |        |
| 第5話 | トイレの花子さんの呪い!? アイドル学園殺人 トイレの花子さんの呪い!? アイドル女子高3階の個室で死ぬ… | 2013年11月08日 | 奥山雄太 | 秋山純   | 6.9%   |
| 現役アイドルが在籍する夕焼女子学園で芸能コース3年の長谷川実希が胸部にはさみを刺した状態で死亡してるのが発見された。その場所が3階トイレの3番目の個室であったため、月子はトイレの花子さんに操られた実希が自分で刺したのではないかと推理を始める。その後、証拠を探している最中、月子たちは、同じ場所で実希のライバルである加賀美ユイが首をつった状態で意識を失っているのを発見する。その夜、トイレの花子さんの存在を立証すべく校内を捜査をしていた月子たちは、ピアノの音を耳にする。弾いていたのは数年前にトイレで自殺したの双子の一人、野田花菜子だった。その時、急にトイレに行きたくなった勝浦は、トイレに入り込んでいた制服泥棒を発見。その男が持っていた盗撮カメラで撮影された校内の様子に映っていたものを見て、月子たちは意外な事実を見つけ出す。 |                                                                                                   |                |          |          |        |
| 第6話 | アンドロイドが殺人犯!? ロボットを愛した男の秘密 ロボットが殺した!? ガンダムを愛した男の秘密!!     | 2013年11月15日 | 渡辺雄介 | 小松隆志 | 7.4%   |
| ある日、月子と勝浦がガンダム詣に出かけると、その場に居合わせた同じくガンダム詣をするグループの一人が月子を見つけて、毎週必ず来る仲間の貝原康介が時間になっても現われないと相談する。月子はすぐに貝原の家に行く。するとそこには浴槽で感電死している貝原の遺体があった。部屋には犯行声明らしきものが残されており、さらに感電死の原因となった水没したノートPCを解析してみると、その中には「これより先の領域に触れてはならない」というメッセージが残されていた。これはロシアのロボット科学者・ボリコフが人造人間を完成した後、自殺をした時に残したメッセージと同じであり、貝原が死亡した状況や研究していた内容から、月子は人造人間の都市伝説が絡んでいると推理する。 その後、短時間の間に日本各地の離れた場所で、同様な感電死事件が起き、犯行声明も届いた。月子はますます短時間で長距離の移動が可能な人造人間の仕業と信じて捜査に当たり、貝原と関係のある3人の人物を調査する。その時、月子はある人物の行動を見て、貝原の死の事情を知っているのではないかと気づき、関係者を集めて実証実験を行う。 |                                                                                                   |                |          |          |        |
| 最終話 | 吸血鬼の伝説 美人女優は二度死ぬ さよなら美人刑事!! 吸血鬼に殺される!?                             | 2013年11月22日 | 福田雄一 | 塚本連平 | 7.3%   |
| 劇場の楽屋でリハーサルの時間にヘアメイクの篠原真央が女優・彩菜りえの遺体を発見する。検視の結果、頸部に刺し傷が2つあり、頸動脈に達していたが、出血は全く見られなかった。また、その劇場では2日後にドラキュラのミューカルが上演される予定で、りえは出演予定だった。これらのことから月子はドラキュラの都市伝説が絡む事件ではないかと推理し、主演男優の大河内が本物のドラキュラではないかと疑い、実際に調査し始める。しかし調べを進めると、大河内はドラキュラではないことが明らかになってくる。一方、公演は、代役に春川諒子を立てることで予定通り行われることとなる。そんなときに、勝浦がりえの血液からは毒物は発見されず、体内の血液量が減っていたことを月子に報告する。さらにその後、保管していた、りえの遺体が消え、諒子の楽屋に現れる。月子は、りえの遺体が吸血鬼としてよみがえり復讐にやってきたのであり、消えていた遺体が棺の中から見つかったことから、再び本物のドラキュラの存在を疑う。たが、諒子が1日でセリフを完璧に覚えていたことや、真央がかつて女優であったことから、容疑者を絞り込み、真犯人を追い詰めていく。これとは別に丹内は武から月子の特別任務の件を伝えられ、「月子に何かがあってはいけない」という武の言葉に従い、月子に対して普段より親切な態度をとっていた。 |                                                                                                   |                |          |          |        |

- 平均視聴率 7.5%（視聴率はビデオリサーチ調べ、関東地区・世帯）

## 関連商品
- ノベライズ（角川文庫・後藤法子著）
  - 「都市伝説の女 1」（2012年5月25日発売）
  - 「都市伝説の女 2」（2012年6月22日発売）
- 刑事・音無月子のあやしい都市伝説ゼミナール（2012年6月6日発売、宝島社）
- 「都市伝説の女」オリジナルサウンドトラック（2012年6月26日発売、日本コロムビア）
- DVD・Blu-ray BOX（2012年9月19日発売、バップ）